# Allgemeines Versicherungsrecht (Deutschland)
Das Allgemeine Versicherungsrecht in Deutschland – mit Ausnahme der Rück- und der Seeversicherung – wird wesentlich durch das Versicherungsvertragsgesetz (VVG), die jeweiligen Allgemeinen Versicherungsbedingungen (AVB) und gegebenenfalls zusätzlich vereinbarter Klauseln bestimmt.
Die verwendeten AVB sind Allgemeine Geschäftsbedingungen (AGB) unterliegen dabei der Inhaltskontrolle der §§ 305 ff BGB. Sie werden deshalb bei Unklarheiten nicht wie Gesetze, bei denen ggf. die Motive des Gesetzgebers erforscht werden müssen, sondern nach dem Verständnis eines durchschnittlichen Versicherungsnehmers ausgelegt. Unklarheiten in den AVB gehen dabei zu Lasten des Verwenders (§ 305c Abs. 2 BGB). In den jeweiligen Versicherungstypen werden speziell angepasste Allgemeine Versicherungsbedingungen verwendet, wie zum Beispiel die Allgemeinen Bedingungen für die Kfz-Versicherung in Deutschland (AKB), die Allgemeinen Haftpflichtbedingungen (AHB) und die Allgemeine Rechtsschutzbedingungen (ARB). Hinter der jeweiligen Abkürzung wird meistens  eine zwei- oder vierstellige Jahreszahl für das Inkrafttreten ergänzt (beispielsweise VHB 2010 für die Allgemeinen Hausratsversicherungsbedingungen, die seit 2010 Verwendung finden). Seit der Liberalisierung des Versicherungsrechts können sich nicht nur die AVB der verschiedenen Fassungen, sondern auch die AVB eines Jahres zwischen verschiedenen Versicherern inhaltlich unterscheiden.

## Abschluss des Versicherungsvertrages

### Pflichten des Versicherers und des Versicherungsnehmers vor Vertragsschluss
Der Versicherer (VR) ist verpflichtet, den Versicherungsnehmer (VN) vor Vertragsschluss zu beraten (§ 6 Abs. 1 VVG) und das Ergebnis der Beratung zu dokumentieren (§ 6 Abs. 2 VVG). Dem VN sind die AVB vor Vertragsschluss in Schriftform zu übermitteln (§ 7 Abs. 1 VVG).
Der VN ist verpflichtet alle ihm bekannten Gefahrumstände für die versicherten Sachen oder Tätigkeiten dem VR mitzuteilen (§ 19 Abs. 1 VVG). Unterlässt der VN arglistig dem VR alle relevanten Gefahrumstände mitzuteilen, hat der VR die Möglichkeit den Versicherungsvertrag anzufechten (§ 22 VVG). Hat der VN weder vorsätzlich noch grob fahrlässig dem VR die ihm bekannten Gefahrumstände nicht angezeigt, hat der VR ein Rücktrittsrecht innerhalb eines Monats (§ 19 Abs. 3 VVG). Diese Rechte des VR setzen voraus, dass der VN über diese Rechte des VR zuvor schriftlich belehrt worden ist (§ 19 Abs. 5 VVG).
Der VR hat dem VN einen Versicherungsschein, auch Police genannt, zu übersenden (§ 3 Abs. 1 VVG). Enthält der Versicherungsschein inhaltliche Abweichungen vom Antrag des VN, gelten die Abweichungen im Versicherungsschein als genehmigt, wenn der VN nicht innerhalb eines Monats nach Zugang widerspricht und der VN über die Abweichung von seinem Antrag schriftlich belehrt worden ist (§ 5 Abs. 1 und 2 VVG). Diese Regelung geht als Lex specialis dem § 150 BGB, nach der eine Annahme mit inhaltlichen Veränderungen als neuer Antrag gewertet werden muss vor. Hat der VR nicht nach § 5 Abs. 2 VVG den VN belehrt, gelten die Bedingungen in Form des Antrages des VN (§ 5 Abs. 3 VVG). Der VN kann seine auf den Vertragsschluss gerichtete Willenserklärung innerhalb von 14 Tagen widerrufen (§ 8 VVG, bei Lebensversicherungen gilt ausnahmsweise eine Frist von 30 Tagen, § 152 Abs. 1 VVG). Der Widerruf muss schriftlich erfolgen. Es genügt die Absendung des Widerrufs innerhalb der Frist. Der VN kann vom VR auf eigene Kosten Abschriften aller Erklärungen (insbesondere ist dabei der Versicherungsantrag von Bedeutung) verlangen, die er mit Bezug auf den Vertrag abgegeben hat (§ 3 Abs. 4 VVG).

### Prämienzahlung
Der VN ist verpflichtet die erste Prämie innerhalb von 14 Tagen nach Zugang des Versicherungsscheins zu zahlen (§ 33 VVG). Der Versicherungsschutz, also die Leistungspflicht des VR im Versicherungsfall, beginnt grundsätzlich erst mit der Zahlung der Erstprämie („Einlösungsklausel“, § 37 Abs. 2 VVG), wenn VN hierüber zuvor schriftlich aufgeklärt wurde und er die Nichtzahlung nicht zu vertreten hat. Manche (nicht alle!) AVB enthalten eine „erweiterte Einlösungsklausel“, nach der der VR auch dann leistungspflichtig ist, wenn die Erstprämie unverzüglich nach der Zahlungsaufforderung vorgenommen wird. Bei einer vom VN verschuldeten Nichtzahlung der Erstprämie hat der VR ein Rücktrittsrecht (§ 37 Abs. 1 VVG). Zahlt der VN eine Folgeprämie nicht, kann der VR auf Kosten des VN eine Zahlungsfrist bestimmen, die mindestens zwei Wochen betragen muss und den rückständigen Betrag genau beziffert (§ 38 Abs. 1 VVG). Versäumt der VN diese Zahlungsfrist, kann der VR den Versicherungsvertrag ohne Einhaltung einer Frist kündigen (§ 38 Abs. 3 VVG).

### Beteiligte
Einige Versicherungsarten sind Versicherungen für fremde Rechnung (§§ 43 ff. VVG, § 328 BGB), bei denen im Versicherungsfall nicht an den Versicherungsnehmer, sondern an einen Dritten geleistet wird (z. B. in der Krankenversicherung an den behandelnden Arzt oder das Krankenhaus). Möglich ist auch im Versicherungsfall nicht den VN, sondern einen Begünstigten als Empfänger der Leistung zu bestimmen (z. B. den Ehepartner oder die Kinder im Todesfall bei einer Lebensversicherung).

### Vorläufige Deckung
Es kann auch vor Abschluss eines Versicherungsvertrages mit bestimmten Laufzeiten eine vorläufige Deckung des Risikos vereinbart werden (§§ 49 - 52 VVG). Dabei handelt es sich dann um zwei selbstständige Verträge. Bei der vorläufigen Deckungsvereinbarung findet die Informationspflicht des § 7 VVG keine Anwendung und der VR stundet die Prämie zunächst (§ 51 VVG). Damit wird der VR in einem Schadensfall eintrittspflichtig, auch wenn er die Erstprämie noch nicht erhalten hat. Kommt der Hauptvertrag nicht zustande, hat der VN dem VR die anteilige Prämie für die Zeit der vorläufigen Deckung zu zahlen, die für diese Zeit für den Hauptvertrag zu zahlen gewesen wäre (pro rata temporis, § 50 VVG). Der Vertrag über die vorläufige Deckung endet üblicherweise mit dem rückwirkenden Zustandekommen des Hauptvertrages (§ 52 Abs. 1 VVG). Für das Zustandekommen einer vorläufigen Deckungszusage ist der VN beweispflichtig.

## Verlauf des Versicherungsvertrages

### Gefahrerhöhung und Obliegenheiten
Zu den Pflichten des VN gehört grundsätzlich keine Gefahrerhöhung ohne Genehmigung des VR vorzunehmen (§ 23 Abs. 1 VVG). Treten nachträglich eine Gefahrerhöhung auf oder wird eine solche erkennbar, sind diese Umstände dem VR unverzüglich mitzuteilen (§ 23 Abs. 2 und 3 VVG). Eine einmalige Gefahrsteigerung ist dabei noch keine Gefahrerhöhung. Tritt eine Gefahrerhöhung auf, kann der VR zur Wiederherstellung des Gleichgewichts von Prämie und Risiko eine entsprechende Prämienerhöhung verlangen. Treten Umstände, die eine Gefahr erhöhen gleichzeitig mit Umständen auf, die eine Gefahr senken, sind die Umstände zu saldieren, um zu entscheiden, ob sich die Gefahr eines Versicherungsfalls insgesamt erhöht hat. Die Vorschriften über die Gefahrerhöhung nach §§ 23 ff VVG finden auf die private Krankenversicherung keine Anwendung (§ 194 Abs. 1, S. 2 VVG). Auf die Lebensversicherung (§ 158 VVG) und die private Unfallversicherung (§ 181 VVG) finden nur Gefahrerhöhungen Berücksichtigung, die zuvor ausdrücklich vereinbart worden sind.
Hat der VN Obliegenheiten verletzt, die für den Eintritt oder den Umfang des Versicherungsfalls kausal geworden sind, kann dies zum Wegfall oder zur Kürzung der Versicherungsleistung führen. Der VN ist nicht zur Erfüllung der Obliegenheiten verpflichtet, muss aber Nachteile in Kauf nehmen, wenn die Obliegenheiten als Voraussetzungen für Leistungen der VR nicht erfüllt sind. Hat der VN vorsätzlich gehandelt (Wissen und Wollen) und ist dieses handeln kausal für den Schaden, wird der VR leistungsfrei (§ 81 Abs. 1 VVG). Hat der VN sogar arglistig gehandelt, wird der VR auch dann leistungsfrei, wenn diese Arglist nicht kausal für den angeblichen Versicherungsfall war (§ 28 Abs. 3, S. 2 VVG). Bei einer grob fahrlässigen Obliegenheitsverletzung kann der VR seine Leistung anteilig kürzen (§ 81 Abs. 2 VVG).
Zu den Obliegenheiten des VN gehört den Eintritt eines Versicherungsfalls unverzüglich anzuzeigen (§ 30 VVG) und dem VR jede Auskunft zu erteilen, die zur Feststellung des Versicherungsfalls und seines Umfangs erforderlich ist (§ 31 VVG). Zudem hat er eine Schadensabwehr- und minderungspflicht (§ 82 Abs. 1 VVG). Begeht der VN eine Unfallflucht spricht dies zumindest seit Geltung der AKB 2015 allein noch nicht für eine Arglist. Es muss die Absicht des VN hinzutreten, mit der Unfallflucht zumindest auch den Interessen des VR zuwiderzuhandeln. Da alle Ansprüche des VN gegen den Schädiger auf den VR übergehen, wenn der VR dem VN den Schaden ersetzt, ist es eine Unterstützungsobliegenheit des VN alles zu tun, damit der VR seinen Regressanspruch gegen den Schädiger durchsetzen kann (§ 86 Abs. 1 und 2 VVG), es sei denn, der VN lebt mit dem nicht vorsätzlich handelnden Schädiger in häuslicher Gemeinschaft („Regresssperre“, § 86 Abs. 3 VVG). So darf der Geschädigte eines Verkehrsunfalls nicht mit dem Unfallgegner wechselseitig auf Ansprüche verzichten, wenn dadurch der Regress der Kaskoversicherung vereitelt wird.

### Allgemeine Versicherungsbedingungen (AVB), Klauseln, Prospekterklärungen
Klauseln sind zu den AVB zusätzlich vereinbarte Bedingungen, die meist modulartig zu den AVB einbezogen werden. Mit Klauseln können die Übernahme von Risiken ausgeschlossen werden (um gleichzeitig geringere Prämien zu vereinbaren) oder auch die Deckung zusätzlicher Risiken gegen entsprechend höhere Prämien festgelegt werden. Soweit die Klauseln nicht individuell, sondern mit vielfach verwendeten Textbausteinen einbezogen werden, gelten auch für sie die Vorschriften über Allgemeine Geschäftsbedingungen (AGB) der §§ 305ff BGB. Falls die Prospekterklärungen des Versicherers, typischerweise durch das Produktinformationsblatt erklärt, über die Regelungen der AVB und der Klauseln hinaus Leistungen des Versicherers suggerieren, können sie ebenfalls einen Deckungsanspruch des Versicherungsnehmers begründen.
Erarbeitet der VR neue AVB und möchte diese gegen die beim Vertragsschluss zu Grunde gelegten AVB austauschen, muss er diese dem VN zusenden und das Ausbleiben des Widerspruchs abwarten (§§ 7,8 VVG). Widerspricht der VN, bleiben die alten AVB gültig. Ohne Widerspruch werden die neuen AVB Vertragsbestandteil (§ 5 Abs. 2 VVG). Der VR trägt die Beweislast dafür, dass dem VN die neuen AVB zugegangen sind. Wird also der Zugang der neuen AVB bestritten und der VR kann den Zugang beim VN nicht beweisen, wird ein Gericht im Streitfall die alten AVB zu Grunde legen.

## Ende des Versicherungsvertrages
Der auf unbestimmte Zeit geschlossene Versicherungsvertrag kann von beiden Parteien grundsätzlich nur zum Schluss der laufenden Versicherungsperiode gekündigt werden (§ 11 Abs. 2 VVG). Die Versicherungsperiode beträgt, falls sie nicht kürzer bemessen ist, ein Jahr (§ 12 VVG). Für das Verkehrsversicherungsrecht gelten zum Teil besondere Regeln: Nach § 5 Abs. 5 Pflichtversicherungsgesetz (PflVG) ist die Versicherungslaufzeit für die Haftpflichtversicherung maximal ein Jahr, sie wird aber um jeweils ein weiteres Jahr verlängert, wenn der Versicherungsvertrag nicht spätestens einen Monat vor Ablauf schriftlich gekündigt wird. § 4a AKB (Allgemeine Bedingungen für Kfz-Versicherung in Deutschland) regelt dies entsprechend für die Kaskoversicherung.